# Erica pulchella
Erica pulchella är en ljungväxtart som beskrevs av Maarten Willem Houttuyn. Erica pulchella ingår i släktet klockljungssläktet, och familjen ljungväxter. Utöver nominatformen finns också underarten E. p. major.

## Bildgalleri

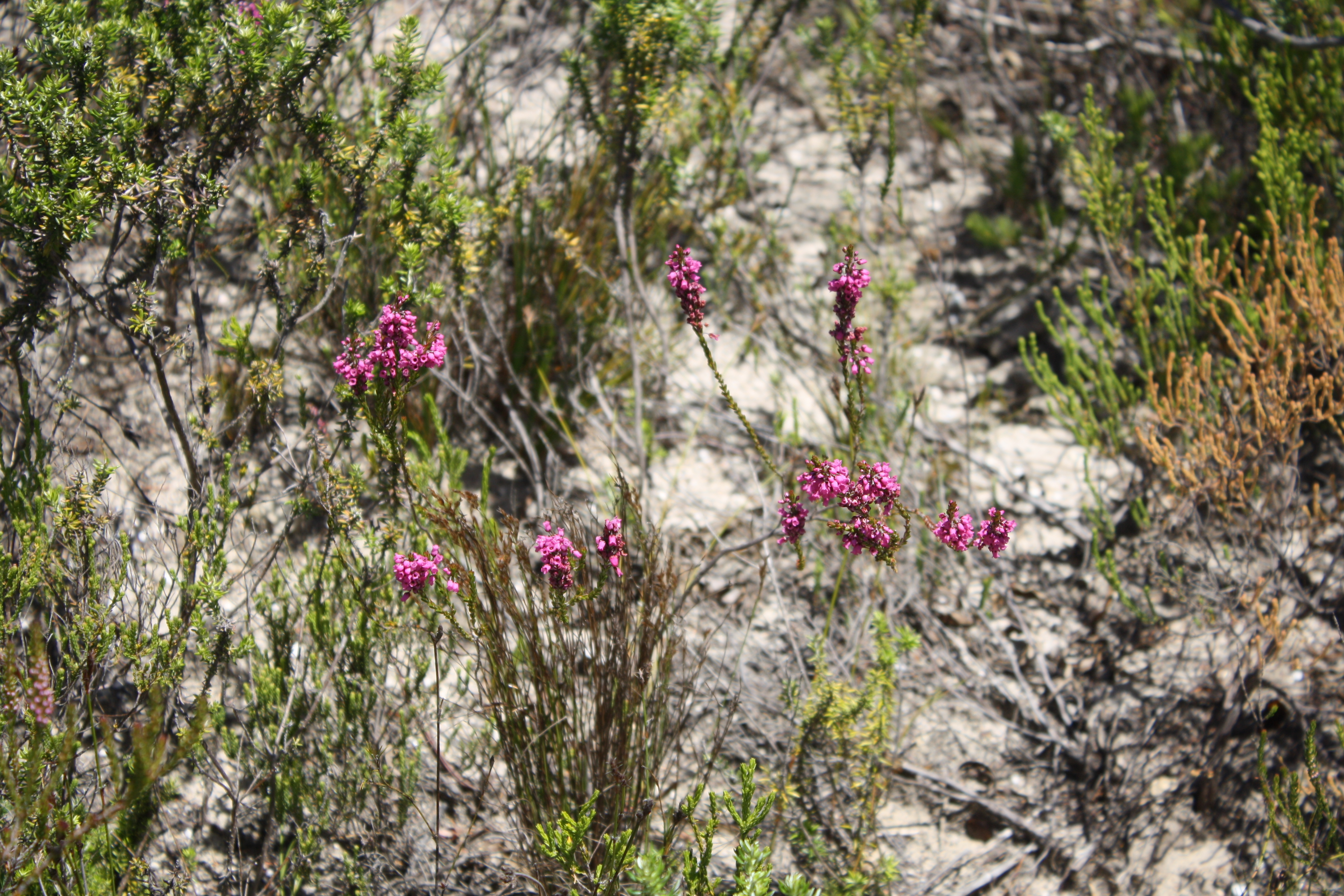